# Hellfire Club

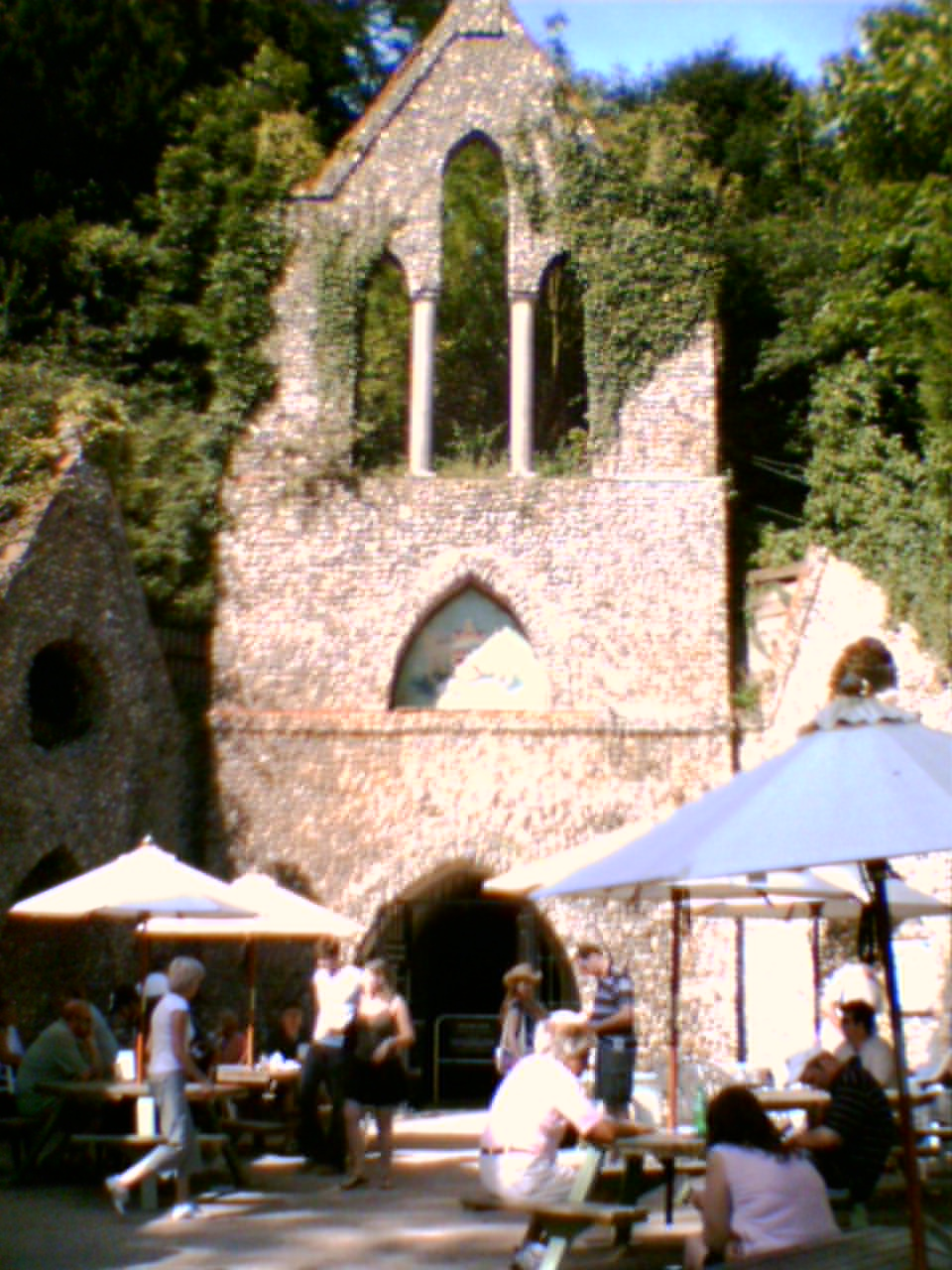
Außenansicht der Katakomben des Hellfire Clubs (2006)

Der Hellfire Club (deutsch: „Höllenfeuer-Klub“) war die Bezeichnung für eine Vereinigung, die sich Knights of St. Francis (deutsch: „Ritter des Heiligen Franziskus“) nannte. Außerdem war Hellfire Club der Name für verschiedene Clubs, welche die High Society in  Großbritannien und Irland ins Leben gerufen hatte.

## Geschichte
Der erste Hellfire Club wurde in London im Jahre 1719 von Philip Wharton, 1. Duke of Wharton (1698–1731), Sohn von Thomas Wharton, 1. Marquess of Wharton (1648–1715), und einigen anderen Angehörigen der High Society gegründet.
Zunächst trafen sich die Mitglieder in einem früheren Club, der 1720 von Charles Edward gegründet wurde. Der Gründer des eigentlichen Hellfire Clubs war der Aristokrat Sir Francis Dashwood, 11. Baron le Despencer (1708–1781). Auf einer Reise durch Europa hatte Dashwood verschiedene Priesterseminare besucht und wurde von den religiösen Riten zur Nachahmung für seine Vereinigung inspiriert.
Die frühen Mitglieder der Gruppe um Charles Edward trafen sich erstmals im Mai 1746 in der Lombard Street im Wirtshaus George and Vulture. Die Anzahl der Mitglieder wurde anfänglich auf zwölf beschränkt, aber sie nahm bald zu. Sieben dieser zwölf Mitglieder sind heute noch nachweisbar: Dashwood, Robert Vansittart, William Hogarth, Thomas Potter, Francis Duffield, Edward Thompson und Paul Whitehead. Benjamin Franklin wohnte mindestens einer Sitzung bei; ob er Mitglied war, ist umstritten. Spätere Mitglieder waren John Wilkes und John Montagu, 4. Earl of Sandwich.
Die meist adeligen Mitglieder trafen sich unregelmäßig zwischen 1746 und 1763, um sexuelle Ausschweifungen zu begehen. Selbst nannten sich die Knights of St. Francis nie Hellfire Club, verwendeten aber mehrere spöttisch religiöse Titel wie Brotherhood of St. Francis of Wycombe, Order of Knights of West Wycombe oder Mönche von Medmenham. Die Mitglieder nannten sich untereinander Brüder und bezeichneten Dashwood als Abt. Die weiblichen Gäste wurden Nonnen genannt. Das Motto des Clubs stammte von François Rabelais: „Fay ce que vouldras“ – „Tu, was du willst“, was später von Aleister Crowley verwendet wurde. Neben pseudosatanischen Riten waren vor allem auch Bacchus und Venus in ihren Feiern enthalten.
Als das Wirtshaus George and Vulture 1749 niederbrannte, erbaute Dashwood einen Tempel im Untergrund seines Hauses am West Wycombe. Es wurden regelrechte Katakomben ausgegraben. Die erste Sitzung wurde 1752 zur Walpurgisnacht gehalten. Eine weitere, viel größere Sitzung war ein Misserfolg, deshalb wurden nur noch kleinere Feiern abgehalten. 1755 erwarb Dashwood die Ruinen der Abtei Medmenham, die vom Architekten Nicholas Revett im Stil der Neogotik wieder aufgebaut wurde. Die Ritter gerieten bald in den Ruf, in der Medmenham-Abtei neben der Themse Satanismus zu betreiben und Schwarze Messen zu feiern. Die amerikanische Autorin Rosemary Guiley vermutet, dass es nur um sexuelle Ausschweifungen ging, bei denen große Mengen alkoholischer Getränke zu sich genommen wurden. 1762 wurde der Club aufgelöst, da interne politische Konkurrenz und Streitigkeiten öffentlich und der Druck auf den Club vor allem durch die Kirche immer größer wurden.
In dem 1779 von einem Mönch der Knights of St. Francis geschriebenen Buch Nocturnal Revels, das von der Prostitution in England handelt, steht: Seiner Meinung nach waren die religiösen Orden „im direkten Widerspruch zur Natur und der Vernunft gegründet; auf seiner Rückkehr nach England dachte [er], dass eine possenhafte Einrichtung im Namen des St. Francis die Absurdität solcher Gesellschaften kennzeichnen würde; und anstatt der Strenge und Abstinenz dort übte sie gesellige Fröhlichkeit, ungehemmtes Gelächter und soziale Glückseligkeit“.
Im Laufe des 18. Jahrhunderts wurden weitere Clubs mit diesem Namen gegründet.
Der Hellfire Club auf dem Montpelier Hill in der Nähe von Tallaght im County Dublin South wurde von dem irischen Politikers William Connolly im Jahre 1725 als Jagdschloss erbaut.

## DerHellfire Clubin Literatur und Film
- In der britischen Fernsehserie Mit Schirm, Charme und Melone (OT: The Avengers) erscheint in A Touch of Brimstone (Staffel 4, Episode 21, 1966) eine Neugründung des Hellfire Club, der nicht nur wie das Original Orgien feiert, sondern durch Anschläge – zuerst scherzhafte, später tödliche – die britische Regierung stürzen will. Die von Diana Rigg verkörperte Emma Peel tritt darin bei dem Versuch, den Hellfire Club zu unterwandern, als Queen of Sin in einem Domina-Kostüm auf, das seinerzeit erheblichen Wirbel verursachte.
- Anfang der 1980er-Jahre führt der damalige Autor der Serie, Chris Claremont, den Hellfire Club in die Marvel-Comicserie The Uncanny X-Men ein. Der Club besteht hier aus ultrareichen Industriellen, die auch Mutanten sind, und hält sich über lange Zeit als Gegner der X-Men. In den späten 1990er-Jahren wird die White Queen des Hellfire Clubs, Emma Frost, Mitglied der X-Men.
  - Der Hellfire Club ist auch in der in den 1960er-Jahren spielenden Verfilmung X-Men: Erste Entscheidung von 2011 als Gegenspielergruppe zu den X-Men zu sehen, dort speziell der Black King und die White Queen.
- Im Film Demonlover (2002) von Olivier Assayas spielt eine Website mit dem Namen Hellfire Club eine zentrale Rolle.
- In der vierten Staffel der Netflix-Serie Stranger Things taucht der Name Hellfire Club auf. Der Hellfire Club war in der Serie eine Dungeons-&-Dragons-Spielgruppe von Schülern der Hawkins High School unter der Leitung von Eddie Munson (gespielt von Joseph Quinn). Viele Hellfire-Mitglieder in der Serie waren auch während der Hellfire-Mitgliedschlaft in einer anderen D&D-Gruppe. Das Logo oder Abzeichen des Clubs wurde auf T-Shirts getragen und zeigt einen gehörnten Teufel mit Schwert und Morgenstern. Die beiden Würfel oberhalb des Teufels zeigen an, dass es sich hier um einen Spiele-Club aus dem D&D-Universum handelt.